# Station Bishoen
 Station Bishōen (美章園駅,  Bishōen-eki) is een spoorwegstation in de wijk Abeno-ku in de Japanse stad Osaka. Het station wordt aangedaan door de Hanwa-lijn. Het heeft twee sporen, gelegen aan twee zijperrons.

## Treindienst

### JR West
| 1 | ■ Hanwa-lijn | richting Ōtori, Hineno en Wakayama |
| 2 | ■ Hanwa-lijn | richting Tennōji en Ōsaka          |

## Geschiedenis
Het station werd in 1931 geopend. In februari ’45 werd het station vernietigd door een bom van een Amerikaanse B-29-bommenwerper. Naast materiële schade vielen er ook slachtoffers.  In 1947 werd het nieuwe station geopend en werd er een monument voor de slachtoffers geplaatst. In 1958 en 1969 werd het station verbouwd.

## Stationsomgeving
- Station Koboreguchi aan de Minami-Osaka-lijn
- Daily Yamazaki
- Lawson
- Stadsdeelkantoor van Abeno-ku
- Autoweg 26